# 北見仁頃テレビ中継局
北見仁頃テレビ中継局（きたみにころテレビちゅうけいきょく）は、北海道北見市仁頃町にある地上デジタルテレビ放送中継局である。

## 概要
地デジ化によって北見中継局からの電波を受信することが難しくなった北見市仁頃町地区をカバーするために作られた中継局。なお、TVhだけで見ると2011年11月の網走送信所と北見中継局、2012年6月の網走新町中継局に次いで4番目の開局で、同時期開局予定の北見若葉中継局・常呂中継局・留辺蘂中継局よりも先に開局した。テレビ放送の完全デジタル化後のオホーツク総合振興局管内では、初めての地デジ専用中継局であり、初めて全局同時開局となった。

### デジタルテレビ放送
| リモコン 番号 | 放送局名             | チャンネル 番号 | 空中線 電力 | ERP  | 偏波面   | 放送対象地域 | 放送区域 内世帯数 | 運用開始日      |
| ------------- | -------------------- | --------------- | ----------- | ---- | -------- | ------------ | ----------------- | --------------- |
| 1             | HBC 北海道放送       | 40              | 1W          | 3.5W | 水平偏波 | 北海道       | 約220世帯         | 2012年 12月25日 |
| 2             | NHK 北見教育         | 36              | 1W          | 3.5W | 水平偏波 | 全国         | 約220世帯         | 2012年 12月25日 |
| 3             | NHK 北見総合         | 38              | 1W          | 3.5W | 水平偏波 | オホーツク圏 | 約220世帯         | 2012年 12月25日 |
| 5             | STV 札幌テレビ放送   | 42              | 1W          | 3.5W | 水平偏波 | 北海道       | 約220世帯         | 2012年 12月25日 |
| 6             | HTB 北海道テレビ放送 | 44              | 1W          | 3.5W | 水平偏波 | 北海道       | 約220世帯         | 2012年 12月25日 |
| 7             | TVh テレビ北海道     | 48              | 1W          | 3.4W | 水平偏波 | 北海道       | 約220世帯         | 2012年 12月25日 |
| 8             | UHB 北海道文化放送   | 46              | 1W          | 3.5W | 水平偏波 | 北海道       | 約220世帯         | 2012年 12月25日 |

- 所在地： 北見市仁頃町[2]
- 放送区域： 北見市の一部[1]

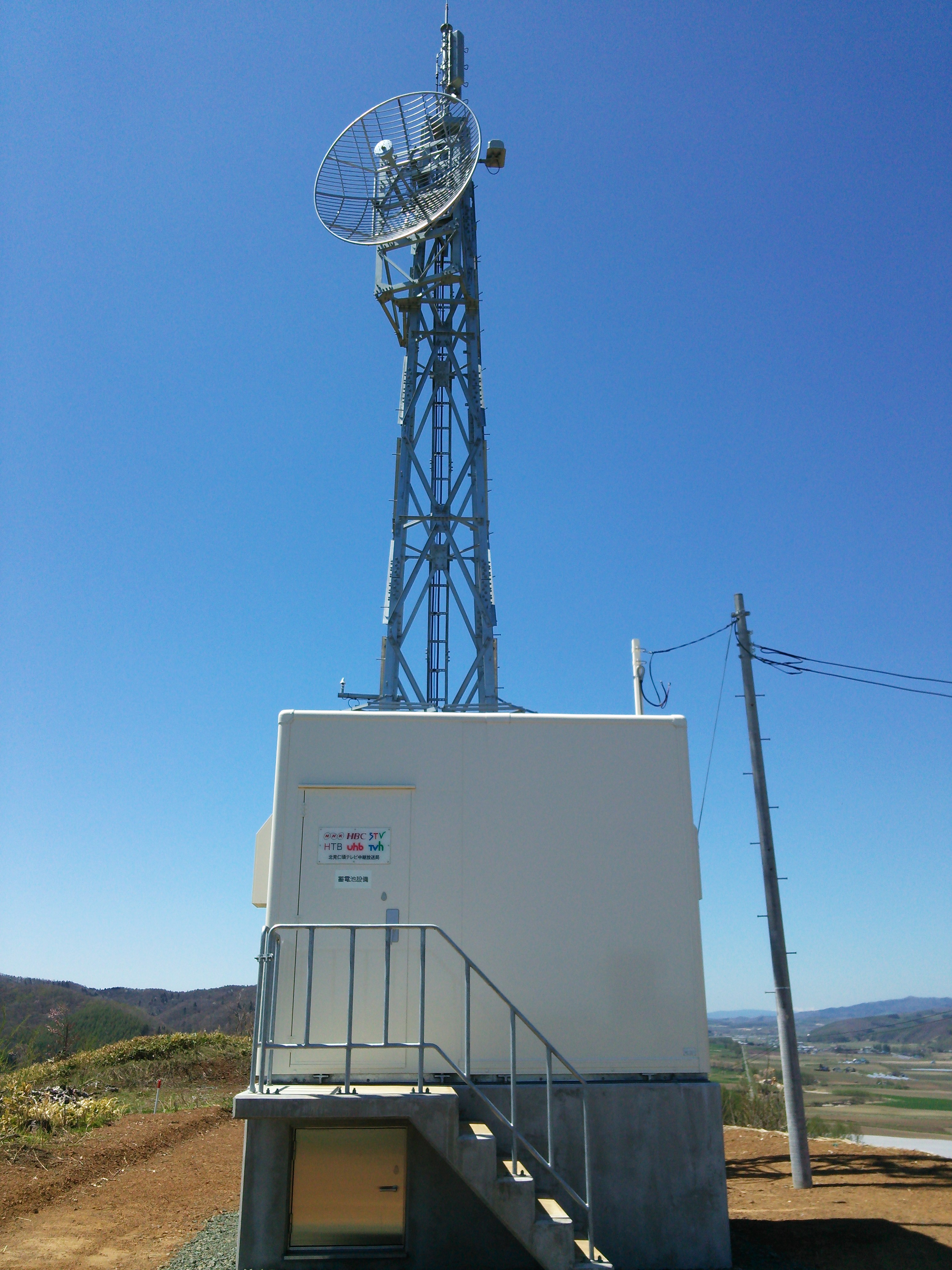
施設全景

- 2012年11月6日に予備免許が交付され[3][1]、11月22日に試験電波を発射[1]。12月25日に本免許が交付され[1]、同日本放送を開始した[1]。